# Årbybåten

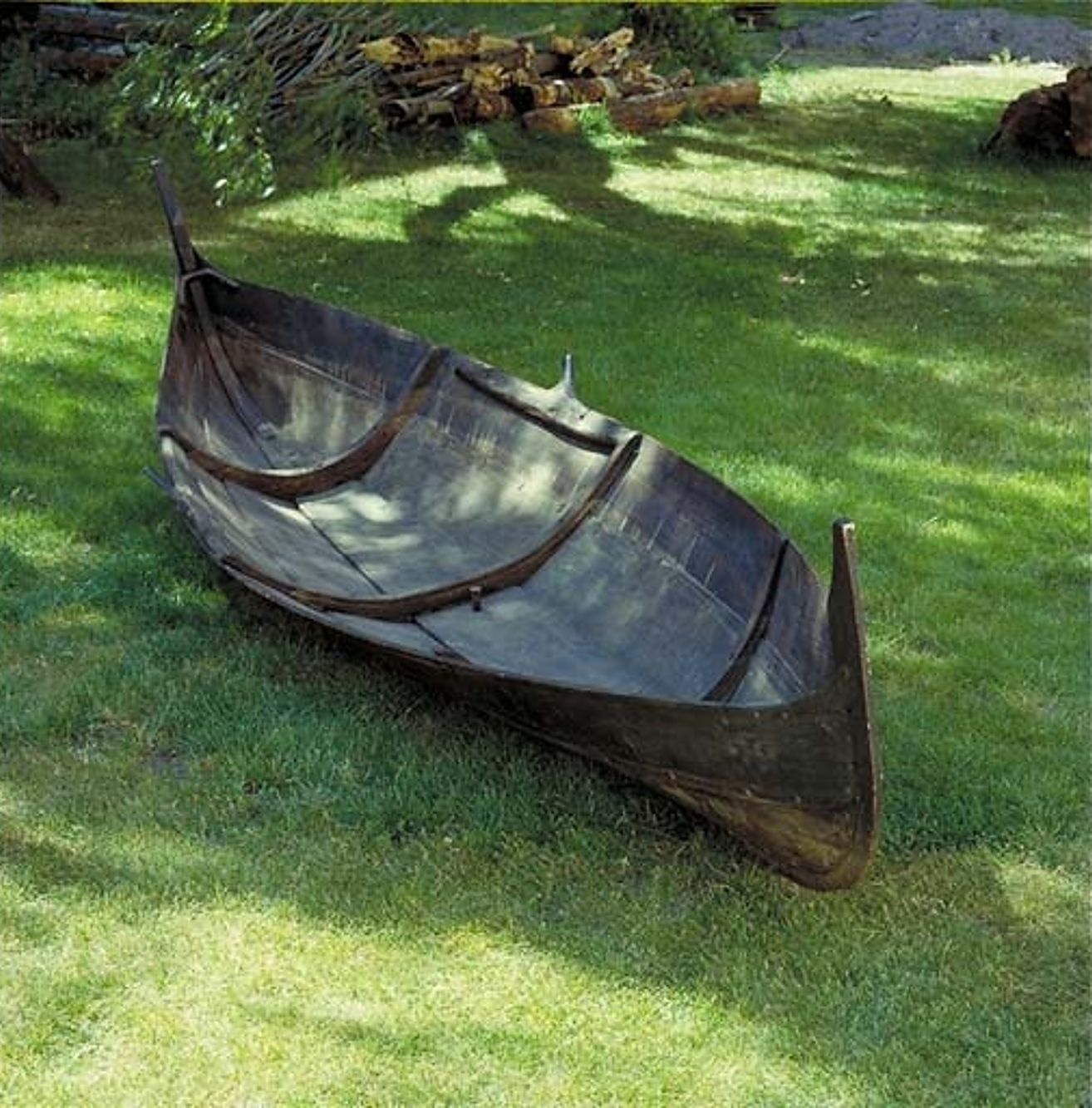
Kopia av Årbybåten.

Årbybåten är lämningar efter en fyra meter lång roddbåt som påträffades 1938 i en vikingatida båtgrav. Graven är belägen på land i Årby nära Uppsala och fynden är daterade till cirka 850–950 efter Kristus. I båten låg en kvinna begraven tillsammans med sin häst och hund. År 2002 fanns båten, hästen och hunden utställda i Historiska Museet i Stockholm. Minst ett par rekonstruktioner har gjorts av båten; en av dessa är Ottar från 1998.